# Харьковская операция (1943)
Харьковская наступательная операция 2 февраля — 3 марта 1943 года — фронтовая операция войск Воронежского фронта (командующий генерал-полковник Ф. И. Голиков) во взаимодействии с 6-й армией (командующий генерал-лейтенант Ф. М. Харитонов) Юго-Западного фронта (командующий генерал-полковник, с 13 февраля 1943 года генерал армии Н. Ф. Ватутин) в Великой Отечественной войне.

## Предыстория
После поражения под Сталинградом немецкая линия фронта от Воронежа до предгорьев Северного Кавказа была значительно ослаблена. Стратегичесеая инициатива перешла к СССР. Пользуясь ситуацией, советское командование решило уничтожить примерно 75 дивизий вермахта, находившихся на Украине. Ставка ВГК поручило решение этой задачи войскам трех фронтов: Воронежского, Юго-Западного и Южного. Воронежский фронт должен был занять северо-восточную часть Украины, включая Харьков. Юго-Западный и Южный фронты должны были наступать на Донбасс. Особая роль отводилась Юго-Западному фронту под командованием Н. Ф. Ватутина: 6-я и 1-я гвардейская армии, усиленные подвижными группами, наступая от Старобельска через Славянск на Мариуполь, должны были отрезать донбасскую группировку противника и прижать ее к Азовскому морю. Южный фронт должен был наступать на Мариуполь с востока.

## План операции
Общий замысел советского командования состоял в нанесении массированного танкового удара в направлении Харьков — Запорожье. Успех позволил бы занять харьковский промышленный район, создать благоприятные возможности для наступления на Донбассе и взять стратегическую инициативу на юго-западном направлении в свои руки.
В подготовке операции в качестве представителей Ставки ВГК приняли участие Г. К. Жуков и А. М. Василевский. Операция получила кодовое название «Звезда», что отражало его замысел — повести на Харьков концентрическое наступление войск по сходящимся направлениям.
Главный удар наносили войска Воронежского фронта, на левом фланге с ними взаимодействовала 6-я армия Юго-Западного фронта. Предусматривался прорыв танковых и кавалерийских соединений в тыл харьковской группировки противника с целью её окружения.

## Силы сторон

### СССР
К наступлению привлекались: 38-я, 60-я и 40-я армии, а также 18-й отдельный стрелковый корпус и 2-я воздушная армия Воронежского фронта; 6-я армия Юго-Западного фронта и 13-я армия Брянского фронта. Войска усиливались 3-й танковой армией (командующий — П. С. Рыбалко), а также 7-м кавалерийским корпусом, тремя стрелковыми дивизиями, дивизией реактивной артиллерии, артиллерийской дивизией прорыва, другими соединениями и частями из резерва ВГК, чем достигалось значительное превосходство над противником, особенно ощутимым (почти троекратным) в отношении танков.
Группа Попова
В составе Юго-Западного фронта была сформирована мобильная группа под командованием генерал-лейтенанта М. М. Попова в составе: 4 танковых корпуса (4-й гвардейский, 18-й, 3-й и 10-й танковые корпуса, всего 137 танков), три стрелковых дивизии, две отдельные танковые бригады и отряды лыжников.

### Германия
- 2-й танковый корпус СС (командир — Пауль Хауссер)

Командовал харьковской группировкой вермахта генерал горных войск Хуберт Ланц.
| Дивизия   | Pz. Kpfw II | Pz. Kpfw III                                                                               | Pz. Kpfw IV | Pz. Kpfw VI, «Tiger» |
| --------- | ----------- | ------------------------------------------------------------------------------------------ | ----------- | -------------------- |
| LSSAH     | 12          | 10                                                                                         | 52          | 9                    |
| Das Reich | 10          | 81                                                                                         | 21          | 10                   |
| Totenkopf | —           | 71 c 50-мм орудием длиной ствола 60 калибров + 10 с 75-мм орудием длиной ствола 24 калибра | 10          | 9                    |
| Всего     | 22          | 172                                                                                        | 83          | 28                   |

## Развитие событий
Юго-Западный фронт начал наступление 29 января, Воронежский — 2 февраля. 2 февраля нанесли удар соединения 3-й танковой, 6-й армий и 18-й отдельный стрелковый корпус, а 3 февраля — 40-я и 60-я армии. На правом фланге 8 февраля войска 60-й армии овладели Курском. 9 февраля 40-я армия заняла Белгород и устремилась с севера на Харьков, с востока через Волчанск к городу прорывалась 69-я армия. С юго-востока, форсировав Северский Донец и овладев Чугуевом, к Харькову двигалась 3-я танковая армия П. С. Рыбалко, с которой взаимодействовал 6-й гвардейский кавалерийский корпус.
Стремительное продвижение советских войск ставило под угрозу окружения 2-й корпус СС и всю «группу Ланца» в целом. К полудню 15 февраля советские войска придвинулись к Харькову с трех сторон: запада, севера и юго-востока(на илл.). Начались бои в городе. Несмотря на приказ Ланца, Хаусер вывел корпус СС из города, избежав, таким образом, окружения. 16 февраля Харьков был занят советскими войсками.